# Кровний батько
«Кровний батько» (англ. Blood Father) — французький англомовний фільм 2016 року, кримінальний бойовик-трилер режисера Жана-Франсуа Ріше за сценарієм Пітера Крейґа, написаним на основі власного однойменного роману. У головних ролях знялися актори: Мел Ґібсон, Ерін Моріарті, Дієго Луна, Майкл Паркс та Вільям Мейсі.
Світова прем’єра фільму відбулася на Каннському кінофестивалі 21 травня 2016 року, а широкий прокат розпочався 12 серпня 2016 року.

## Синопсис
Дочка Джона, яка не спілкувалася з ним багато років, звертається до нього по допомогу. Колишній військовий, що відсидів у тюрмі, не відмовляє Лідії, але спочатку навіть не здогадується, що в неї дуже великі неприємності, а по сліду йде ціла банда безжальних убивць.

## У ролях
- Мел Ґібсон — Джон Лінк, ветеран війни, колишній засуджений злочинець
- Ерін Моріарті — Лідія Лінк, дочка Джона
- Вільям Мейсі — Кірбі, спонсор Анонімних алкоголіків
- Дієго Луна — Йона Пінцерна, хлопець Лідії
- Томас Манн — Джейсон
- Дейл Діккі — Шеріз
- Майкл Паркс — «Проповідник» Том Гарріс
- Даніель Монкада — Чап, лідер наркоторговців
- Рауль Трухільйо — «Прибиральник»
- Річард Кабрал — «Джокер»
- Мігель Сандовал — Артуро Ріос
- Раян Дорсі — Шемрок

## Фільмування
Основні фільмування стрічки пройшли 5 червня — 3 липня 2014 року в Альбукерке, штат Нью-Мексико.

## Реліз
У грудні 2014 року компанія «Lionsgate» придбала права на фільм, світова прем'єра якого відбулася на Каннському кінофестивалі 21 травня 2016 року. Прокат у США розпочався 12 серпня 2016 року.